# Обрадово (Тверская область)
Обрадово — деревня в Вышневолоцком городском округе Тверской области.

## География
Находится в центральной части Тверской области на расстоянии приблизительно 2 км по прямой на восток от южной окраины города Вышний Волочёк на правом берегу реки Тверца.

## История
Была отмечена еще на карте 1825 года. В 1859 году здесь (деревня Вышневолоцкого уезда) было учтено 5 дворов. До 2019 года входила в состав ныне упразднённого Горняцкого сельского поселения Вышневолоцкого муниципального района.

## Население
Численность населения составляла 46 человек (1859 год), 8 (русские 100 %) в 2002 году, 12 в 2010.